# جزيرة بهيج
قرية جزيرة بهيج هي إحدى القرى التابعة لمركز أبنوب في محافظة أسيوط في جمهورية مصر العربية. حسب إحصاءات سنة 2006، بلغ إجمالي السكان في جزيرة بهيج 14247 نسمة، منهم 7164 رجل و7083 امرأة.